# Mączniak prawdziwy koniczyny

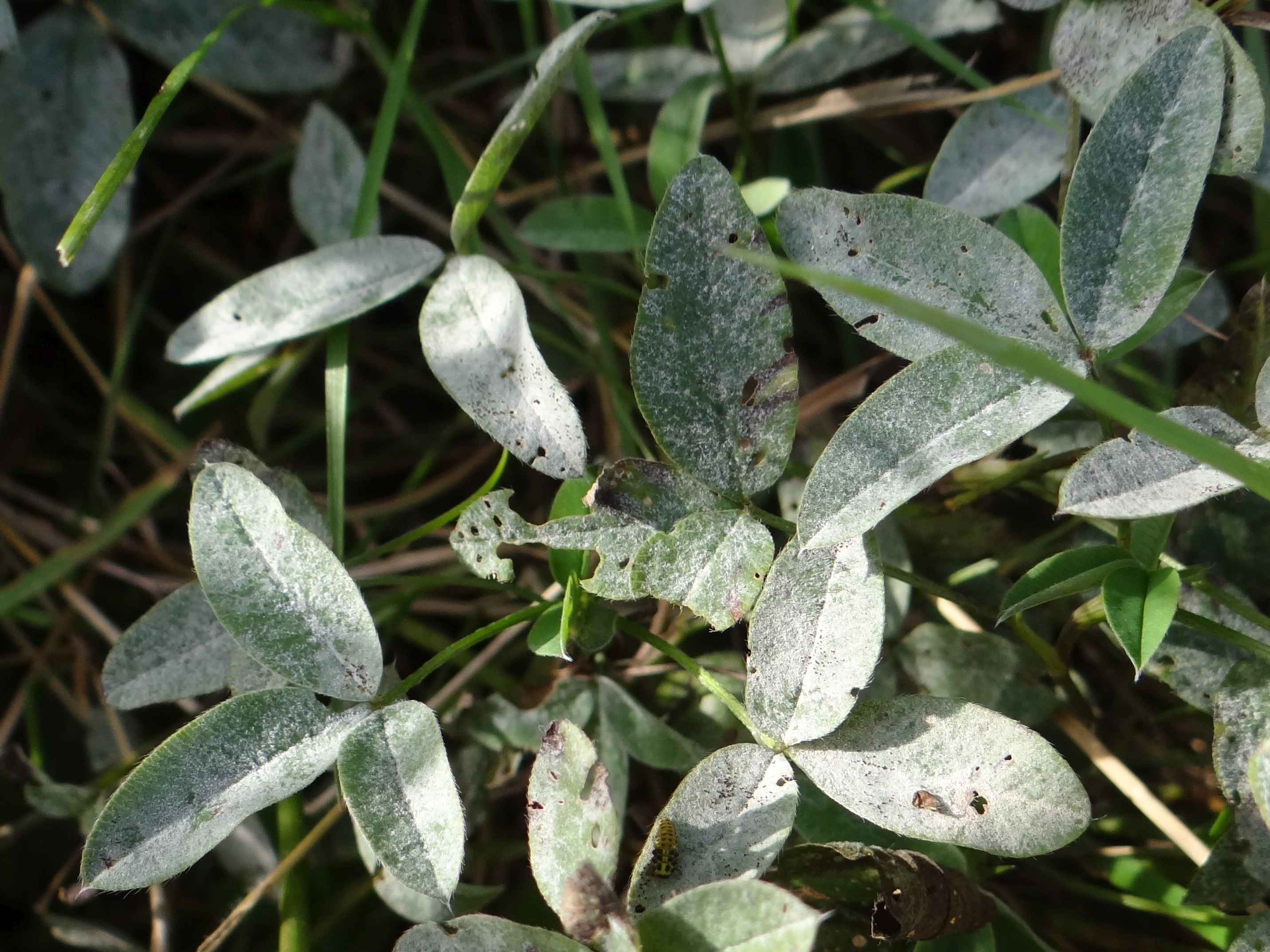
Objawy choroby na liściach koniczyny

Mączniak prawdziwy koniczyny (ang. powdery mildew of clover, powdery mildew of legumes) – grzybowa choroba koniczyny Trifolium wywoływana przez mączniakowce. Jej głównym sprawcą jest Erysiphe trifolii, ale pewną rolę odgrywa także Erysiphe pisi. Choroba należy do grupy mączniaków prawdziwych.

## Występowanie i szkodliwość
Choroba występuje we wszystkich rejonach świata, w których uprawia się koniczynę. Rozwija się także na licznych gatunkach roślin z rodziny motylkowatych, zarówno uprawianych, jak i dziko rosnących. W Polsce jest pospolita. Powoduje straty w uprawach, gdyż liście i kwiatostany porażonych roślin przedwcześnie zasychają. Następuje obniżenie plonu.

## Objawy
Pierwszym objawem choroby jest delikatny biały nalot na górnej powierzchni liści, łodyg i kwiatostanów. Początkowo są to niewielkie plamy, które jednak stopniowo rozrastają się i w końcu pokrywają całą powierzchnię. Jest to grzybnia patogenu. W połowie lata nalot zmienia barwę na szarą – na grzybni pojawiają się bowiem bardzo liczne i bardzo drobne owocniki zwane klejstotecjami. Powstają w nich zarodniki płciowe – askospory.

## Epidemiologia
Patogen zimuje w postaci grzybni i klejstotecjów na pozostałych na polu resztkach porażonych roślin. Na wiosnę wytwarza trzonki konidialne, na których powstają zarodniki bezpłciowe – konidia. To one przenoszone przez wiatr dokonują infekcji pierwotnej zakażając młode rośliny. Zarodnikowanie nasila się przy temperaturze powyżej 15° C.

## Ochrona
Mączniak prawdziwy koniczyny jest zwalczany przez opryskiwanie plantacji związkami siarki (Siarkol Extra 80 WP) i innymi fungicydami przeznaczonymi do zwalczania tej choroby. Przy częstym występowaniu choroby jedynym ratunkiem jest uprawa odmian odpornych, np. wśród koniczyn jest to 'Etos 4×'.